# Охотницькі полки
Охотницькі полки — полки, що формувалися в Україні з 60-х рр. XVII ст. із найманих, «охочих» людей, на перших порах здебільшого з іноземців — поляків, німців, сербів, волохів та ін., а згодом — із козаків, які не потрапили до реєстру, міщан. Охотницькі полки не включалися до реєстру козацького війська. Поділялися на охочекомонні (компанійські) та охочепіхотні (сердюцькі) полки. Одержували від гетьманського управління платню, продовольство, амуніцію, бойове спорядження тощо. Використовувались для придушення антигетьманських рухів, прикордонної служби, охорони гетьманської резиденції, посольств тощо.

## Історія
У роки гетьманства Івана Виговського була спроба створити регулярне «затяжне», тобто наймане, військо. Тоді на службу до українського війська вступили сотні й тисячі сербів. За часів гетьмана Дем'яна Многогрішного в Лівобережній Україні охотницькі полки були кінними, називалися компанійськими полками. У Правобережній Україні Петро Дорошенко також сформував наймане військо — піхотне, яке називалося сердюцьким (сердюки, серденята). Прийом козаків і селян з Лівобережної України в сердюцькі полки тоді заборонявся. Як правило, гетьманськими статтями обумовлювалася наявність одного охотницького полку на 1 тисячу осіб, однак насправді їх було більше.
Найбільше охотницьких полків стало за гетьмана івана Мазепи, при якому було 5 сердюцьких (охочепіхотних) полків і 5 компанійських (охочекомонних), три з яких після 1709 року залишилось на російському боці.
На 1725 існувало 4 охотницькі полки, а у 1730—1775 роках — 2-3 охочекомонні полки — Павлова і Чеснокова.
Компанійці брали участь у військових походах, охороняли порубіжжя, вели розвідку. Сердюки забезпечували поліційну службу, вартували на перевозах та біля артилерії, були особистими охоронцями гетьмана тощо. З часом гетьманську сторожу виділили в окремий підрозділ — жолдацьку роту. Для поселення жолдацьких родин виділили чималу ділянку землі, на якій згодом виникло село Жолдаки (нині Конотопський район). Охотницькі полки часто виконували поліцейсько-каральні функції — їх використовували для придушення соціальних виступів.
Сердюцькі полки існували до липня 1726, а компанійські — до 1775 року коли були реформовані у регулярні легкокінні полки РІА.

## Устрій охотницького полку
Адміністративний устрій охотницького полка був традиційно козацьким — полк, сотня, курінь, керівництво якими здійснювали полковник, сотник, курінний отаман. Охотницький полк найчастіше складався із 2—3-х сотень, в яких загалом було не більше 500—600 осіб. Називалися полк за прізвищами полковників, які підпорядковувалися гетьману та генеральній старшині, а через них — російському командуванню. Полковника призначали гетьманським універсалом із врученням відповідного знака — пернача, згодом — царським указом. В охотницьких полках практикувалося також наказне полковництво і сотництво, відповідним був і штат старшини, за винятком посади ротмістра, який командував невеликим загоном. Розквартирування охотницьких полків (як правило, в Лубенському полку, Миргородському полку та в околицях Глухова) відбувалося на подвір'ях посполитих, а їх постачання, яке називали стацією, покладалося на селян.